# 1966년 칸 영화제
제19회 칸 영화제는 1966년 5월 5일부터 1966년 5월 20일까지 열린 영화제이다. 프랑스 칸에서 개최되었다.

## 수상

### 황금종려상
- 남과 여 - 끌로드 를르슈 수상
- 마담 시뇨리 - 피에트로 제르미 수상

### 감독상
- 레닌의 초상 - 세르게 요트케비치 수상

### 여우주연상
- 모건 - 바네사 레드그레이브 수상

### 남우주연상
- 헝거 - 퍼 오스카슨 수상

### 심사위원상
- 알피 - 루이스 길버트 수상